# Борисов Вадим Вадимович
Вадим Вадимович Борисов (нар. 30 квітня 1955, Москва) — радянський і російський тенісист, тенісний тренер, заслужений майстер спорту СРСР (1985). Неодноразовий чемпіон СРСР в чоловічому і змішаному парному розряді, шестиразовий чемпіон Європи серед любителів в різних розрядах (в 1980 році — абсолютний чемпіон). Капітан збірної Росії в Кубку Девіса, вперше вивів її у фінал цього турніру.

## Ігрова кар'єра
Вадим Борисов — син однієї з провідних радянських тенісисток свого часу Клавдії Борисової — народився в 1955 році. У теніс грав з шести років. Тренер — С. П. Мірза . З 1974 року став одним із десяти кращих тенісистів СРСР, де залишався 11 років поспіль. У 1976 році був вперше запрошений в збірну СРСР на матч Кубка Девіса з командою Монако, де приніс команді два очки. У тому ж році виступив на Вімблдоні, пройшовши кваліфікаційний відбір і програвши в першому колі супернику з Японії, проте в подальшому мало виступав в професійних турнірах, за винятком Кубка Девіса.
Основні досягнення Борисова припадають на любительські турніри. Він шість разів вигравав чемпіонат Європи серед любителів в різних розрядах, ставши в тому числі абсолютним чемпіоном Європи в 1980 році (переміг в одиночному, чоловічому і змішаному парному розрядах). Борисов представляв СРСР на трьох тенісних турнірах Універсіад: на Універсіаді 1977 року в Софії він став бронзовим призером в одиночному розряді, в 1979 році в Мехіко приніс радянської збірної дві золоті медалі — в одиночному розряді і чоловічих парах, а ще через два роки в Бухаресті завоював «срібло» в одиночному розряді і «бронзу» в парі з Сергієм Леонюк.
Вищими досягненнями Борисова в індивідуальних професійних турнірах є вихід в 1980 році в фінал турніру Гран-прі в Софії в одиночному розряді (програв шведу Перу Хьертквісту) і в парі з німцем Томасом Еммріхом, а також перемога в " челленджері " в Травемюнде (НДР) в 1984 році. З 1979 по 1984 рік Борисов постійно був членом збірної СРСР в Кубку Девіса і двічі (у 1981 і 1984 роках) допоміг їй виграти Європейську зону. Серед його результатів в Кубку Девіса — перемога в лютому 1980 роки над Янніком Ноа, який до того моменту входив в число 30 кращих тенісистів світу.
У чемпіонатах СРСР Борисов двічі перемагав в міксті (1980, 1981, обидва рази з Оленою Єлисеєнко) і один раз в чоловічому парному розряді (1984, з Костянтином Пугаєвим). Хоча Борисов тричі очолював список найсильніших тенісистів СРСР (в 1979, 1980 і 1983 роках), чемпіоном СРСР в одиночному розряді йому стати не вдалося і його кращим результатом залишився вихід у фінал в 1977 році, де він програв Володимиру Короткову.

### Стиль гри
Микола Озеров називав сильними сторонами гри Борисова удар зліва і кручену свічку. Озеров відзначав швидкість і винахідливість Борисова і вміння грати по всьому корту.
Шаміль Тарпіщев називає Борисова королем «коротких діалогів» і «швидкоплинних перестрілок», відзначаючи одночасно його стратегічну слабкість. Тарпіщев відзначає неготовність Борисова як гравця до монотонної і рутинної роботи, а також до об'єктивної оцінки своїх сил, приводячи в приклад «сухе» поразка від Б'єрна Борга в матчі ліги World Team Tennis, на який він сам упросив тренера його випустити, будучи впевненим в перемозі.

## Тренерська кар'єра
Після закінчення активних виступів Вадим Борисов працює тренером. Зайнявши в 1993 році пост капітана збірної Росії, на наступний рік він вивів її в перший в її історії фінал Кубка Девіса . Після поразки в фіналі від шведів йому, однак, не дозволили продовжувати роботу зі збірною, в якій його на посаді капітана змінив тренер Євгена Кафельникова Анатолій Лепьошін. Пізніше Борисов переїхав до Німеччини, щоб працювати тренером в одному з тенісних клубів Гамбурга. Серед інших місць роботи Борисова — тенісна школа Черкасова. Зараз він працює в Москві.

## Фінали Гран-прі за кар'єру

### Одиночний розряд: 1 (0–1)
| Результат | W/L | Дата     | Турнір          | Покриття | Суперник     | Рахунок       |
| --------- | --- | -------- | --------------- | -------- | ------------ | ------------- |
| Поразка   | 0–1 | Гру 1980 | Софія, Болгарія | Килим    | Пер Єртквіст | 3–6, 2–6, 5–7 |

### Парний розряд: 1 (0–1)
| Результат | W/L | Дата     | Турнір          | Покриття | Партнер      | Суперники                          | Рахунок       |
| --------- | --- | -------- | --------------- | -------- | ------------ | ---------------------------------- | ------------- |
| Поразка   | 0–1 | Гру 1980 | Софія, Болгарія | Килим    | Томас Еммріх | Гармут Кірхгюбель Роберт Райнінгер | 6–4, 3–6, 4–6 |

## Титули на челленджерах

### Одиночний розряд: (1)
| Ранг | Рік  | Турнір                | Покриття | Суперник            | Рахунок  |
| ---- | ---- | --------------------- | -------- | ------------------- | -------- |
| 1.   | 1984 | Травемюнде, Німеччина | Ґрунт    | Алехандро Гансабаль | 7–5, 7–5 |